# Otto Warburg (botânico)

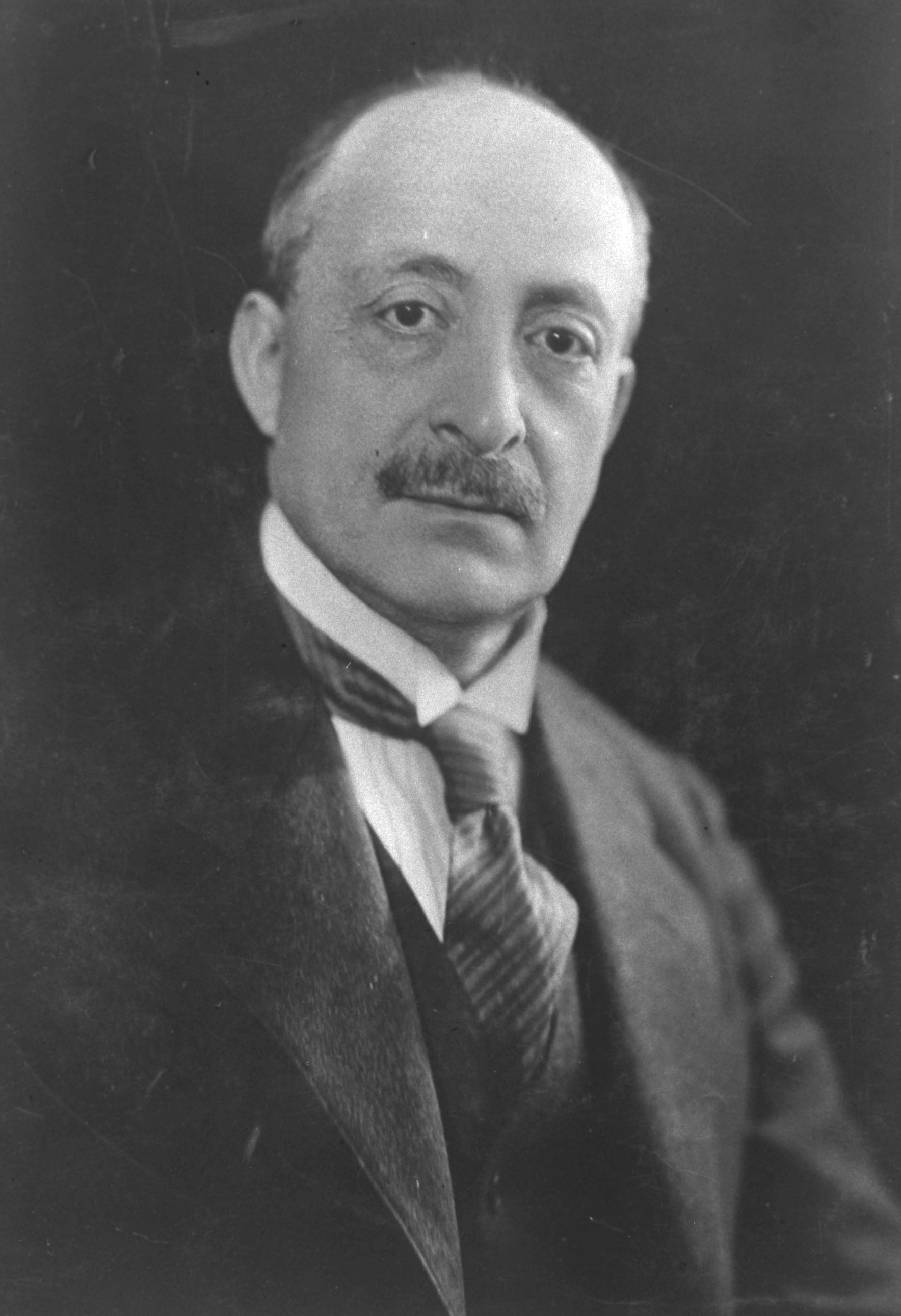
Otto Warburg

Otto Warburg (Hamburgo, 20 de Julho de 1859 — Berlim, 10 de Janeiro de 1938) foi um botânico alemão, que se destacou no movimento Sionista e no desenvolvimento da botânica na Palestina.

## Vida e obra
Professor em Berlim a partir de 1897. Especialista em taxonomia vegetal e em cultivo de plantas tropicais.
O género Warburgia, pertencente à família das Canellaceae foi assim denominado em sua homenagem.